# Washington Joseph
Washington Joseph, detto Dodi (San Paolo, 5 giugno 1950), è un ex cestista brasiliano.

## Carriera
Con il Brasile ha disputato i Giochi olimpici di Monaco 1972 e i Campionati mondiali del 1974.

## Palmarès
- Coppa Intercontinentale: 1

EC Sírio: 1979